# Faray

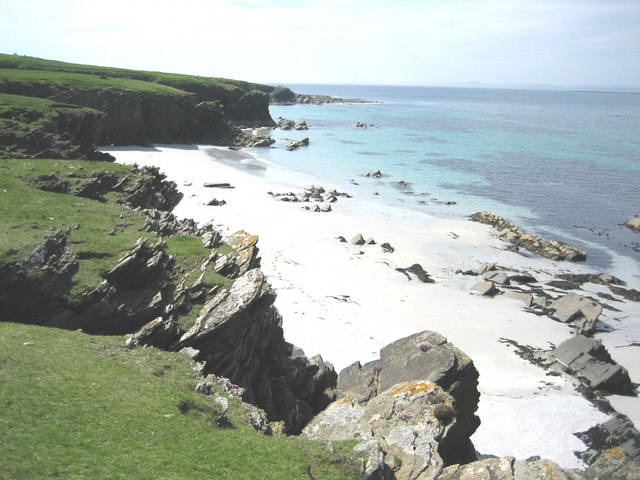
Long Sand a l'illa de Faray

Faray és una petita illa pertanyent al grup de les Òrcades, a Escòcia. L'illa es troba localitzada entre Eday i Westray. L'illa es va mantenir habitada fins als anys 30.
L'illa alberga actualment una colònia important de foca grisa (Halichoerus grypus), ovelles i aus marines. A Faray hi ha la segona major colònia de cria de foques del Regne Unit, (al voltant del 9% de la producció anual de cadells del Regne Unit).
Faray no ha de ser confosa amb l'illa de Fara, prop d'Hoy.
L'illa ocupa una superfície de 180 hectàrees i la seva altitud màxima sobre el nivell del mar és de 32 metres.